# جيمس بيتر كينت
جيمس بيتر كينت (بالإنجليزية: James Peter Kent)‏ هو صحفي وناشر وسياسي أمريكي، ولد في يناير 1866، وتوفي في 27 أبريل 1937 في مندن في الولايات المتحدة. حزبياً، نشط في الحزب الديمقراطي. وقد انتخب عمدة مندن، لويزيانا وانتخب عضو مجلس نواب لويزيانا.